# Rebordelo (Amarante)
Rebordelo ist eine Gemeinde im Nordwesten Portugals.
Rebordelo gehört zum Kreis Amarante im Distrikt Porto, besitzt eine Fläche von 15,7 km² und hat 267 Einwohner (Stand 19. April 2021).